# Історичне місто Ахмадабад

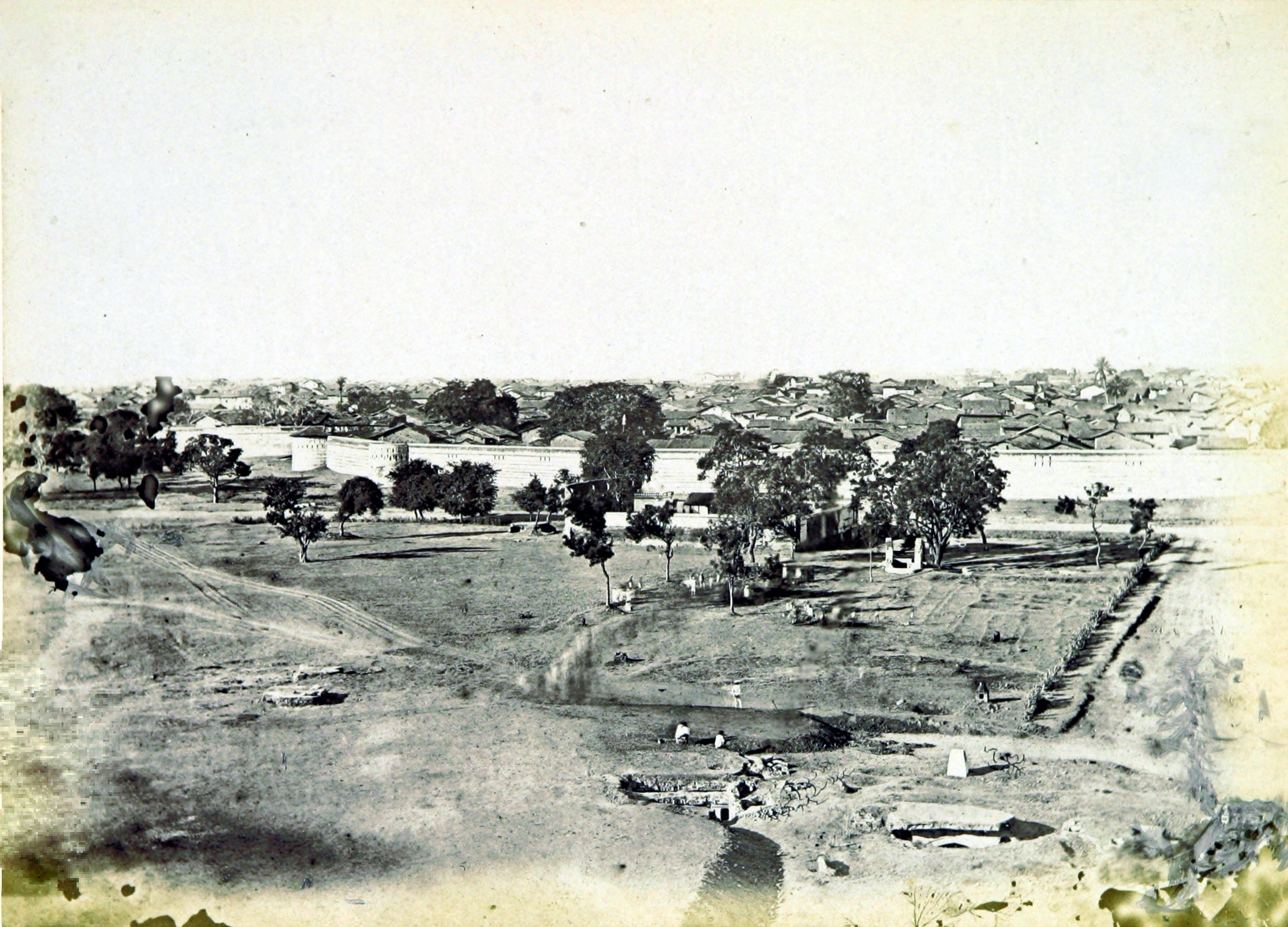
Міські стіни Ахмедабада 1866

Історичне місто Ахмадабад або Старий Ахмедабад, оточене стінами місто Ахмедабад в Індії, було засноване Ахмед-шахом I із Гуджаратського султанату у 1411 році. Він залишався столицею штату Гуджарат упродовж шести століть, а пізніше став важливим політичним і комерційним центром Гуджарату. Сьогодні, незважаючи на те, що він став тісним і напівзруйнованим, він все ще слугує символічним серцем столичного Ахмадабада. У липні 2017 року ЮНЕСКО включило його до списку Світової спадщини.

## історія
Найдавніші поселення були розташовані на південь від нинішнього старого міста та на березі річки Сабарматі. Він був відомий як Ашавал або Ашапаллі. В 11 столітті Карнадева з династії Чаулук'я зробив місто своєю столицею і назвав його Карнаваті (місто Карни), Шрінагар (процвітаюче місто) і Раджнагар (королівське місто).
Ахмед-шах I заклав основу форту Бгадра, починаючи з Манек Бурдж, першого бастіону міста в 1411 році, який був завершений у 1413 році. Він також заснував першу площу міста, Манек Чоук, обидві пов'язані з легендою про індуїстського святого Манекната. Його Гуджаратський султанат (1411—1573) правив із міста до 1484 року. Його онук Махмуд Бегара переніс столицю з Ахмедабада до Мухаммадабада з 1484 по 1535 рік, але здійснив друге укріплення міста. Пізніше Ахмедабад знову став столицею султанату, поки в 1573 році не впав під владою Великих Моголів. Під час правління Моголів (1572—1707) форт Бгадра слугував резиденцією губернатора Гуджарату. Місто процвітало з додаванням кількох поселень у місті та навколо нього. Про населення міста жодної оцінки не простежено. Існує деяка оцінка розміру міста в роботах того часу: Ферішта, Айн-і-Акбарі та Мірат-і-Ахмаді. Згідно з Айн-і-Акбарі (1580), існувало 360 пур, із яких лише вісімдесят чотири тоді процвітали; за словами Ферішти, у 1600 році було 360 магал, кожна оточена муром; Мірат-і-Ахмаді в одному уривку говорить, що такий колись був його густонаселений штат, що містив 380 пур, кожна пура становила значну чверть майже міста; в іншому уривку він згадує дванадцять міських районів та інші за його межами, а у своєму детальному описі міста він згадує поіменно 110 передмість, із яких 19 були заселені під правлінням Моголів. Німецький мандрівник Мандельсло (1638 р.) згадував, що передмістя та залежні села майже сім льє навколо. Під час боротьби Великих Моголів і Маратхів (1707—1753) за контроль над містом місто було пошкоджено, а кілька передмість знелюднене. Міські стіни були пошкоджені в битвах, торгівля постраждала. Міські доходи ділилися між могольськими та маратхськими правителями. Пізніше, під час правління Маратхи (1758—1817), доходи міста було поділено між Пешвою та Гаеквадом. Це вплинуло на економіку міста через збільшення стягнення податків. У 1817 році Ахмедабад потрапив під владу Британської компанії, що політично стабілізувало місто та покращило торгівлю. Населення зросло з 80 000 у 1817 році до приблизно 88 000 у 1824 році. Упродовж наступних восьми років було стягнуто спеціальне мито на топлене масло та інші продукти, і вартістю 25 000 фунтів стерлінгів (2 50 000 рупій) було відремонтовано міські стіни. Приблизно в той же час на північ від міста було засновано кантонер. Населення зросло (1816 р.) приблизно до 95 тис. Кошти, що залишилися після завершення будівництва стін, були використані на муніципальні потреби. Старе місто продовжувало залишатися центром політичної діяльності під час руху за незалежність Індії під керівництвом Магатми Ґанді.

## Форти і брами

### Форти
Квадратний за формою, охоплюючи площу близько сорока трьох акрів, форт Бгадра мав вісім брам, троє великих, двоє у східному й одні в південно-західному куті; три середніх, два на півночі й один на півдні; і дві маленькі, на заході. Будівництво Джама Масджид було завершено в 1423 році. У міру розширення міста розширювалася міська стіна. Отже, друге укріплення було здійснено Махмудом Бегарою в 1486 році, онуком Ахмед-шаха, із зовнішньою стіною 10 км (6,2 mi) по колу і складалася із 12 брам, 189 бастіонів і понад 6000 зубців, як описано в Мірат-і-Ахмаді. Міські стіни другого укріплення, що тягнуться на заході приблизно на милю і три чверті вздовж берега Сабарматі та тягнуться на схід у напівкруглій формі, охоплюють територію у дві квадратні милі в минулому.

### Брами
Більшість людей вважають, що в Ахмедабаді було 12 брам, але деякі історики припускають, що їх було 16. Пізніше деякі індологи виявили, що в Ахмедабаді була 21 брама. Форт Бгадра мав вісім брам, троє великих, двоє на сході й одні в південно-західному куті; три середніх, дві на півночі й одну на півдні; і дві маленькі, на заході. У міських стінах другого форту було вісімнадцять брам, п'ятнадцять великих і три малих. Із п'ятнадцяти одну закрили, а дві додали пізніше. Ці брами були, починаючи з північно-західного кута, три на північній стіні, Шахпур на північному заході, Делі на півночі та Даріяпур на північному сході; чотири у східній стіні, Премабгай, брама, побудована британцями, на північному сході, Калупур на сході, Панчкува, брама, побудована британцями, на сході, і Сарангпур на південному сході; чотири на південній стіні, Райпур і Астодія на південному сході, і Магуда, закрита брама, і Джамалпур на півдні; сім у західній стіні, Хан Джахан, Райхад і Манек на південному заході; три брами цитаделі, Ганеш, Рам і Барадарі в центрі; і брама Ханпур на північному заході. Дві нові брами, Прем Дарваджа та Панчкува, додані британцями після відкриття залізниць у 1864 році.

## Околиці
Поли були типовим житловим кластером старого міста, у 1872 році їх було 356. Ця форма житла була встановлена під час розділеного правління з 1738 по 1753 роки через релігійну напругу між індуїстами та мусульманами. Коли міські стіни зруйнувалися і перестали захищати від грабіжників, брама пол стала більш важливою для захисту.

## Архітектура
Старе місто багате на дерев'яну архітектуру, гавелі, хадкі та поли. Дерев'яна архітектура є взірцем унікальної спадщини та культури в Ахмедабаді. Вона символізує внесок у мистецтво та ремесла, традиції та дизайн будівель, а також відображає мешканців міста. Архітектура міста була створена для сприяння почуттю громади, сім'ї та мультикультуралізму. Це очевидно в тому, що місто є домівкою для установ, що належать до кількох релігій, включаючи індуїзм, іслам, християнство та юдаїзм.